# Kuben videregående skole
Kuben videregående skole ist ein Gymnasium in Økern in Oslo, Norwegen. Die Schule ist die größte in Oslo und die teuerste in Norwegen. Sie wurde 2013 gegründet. Der Schwerpunkt der Schule liegt auf der beruflichen Bildung. Der Rektor ist der ehemalige Athlet Kjell Ove Hauge.

## Weblinks

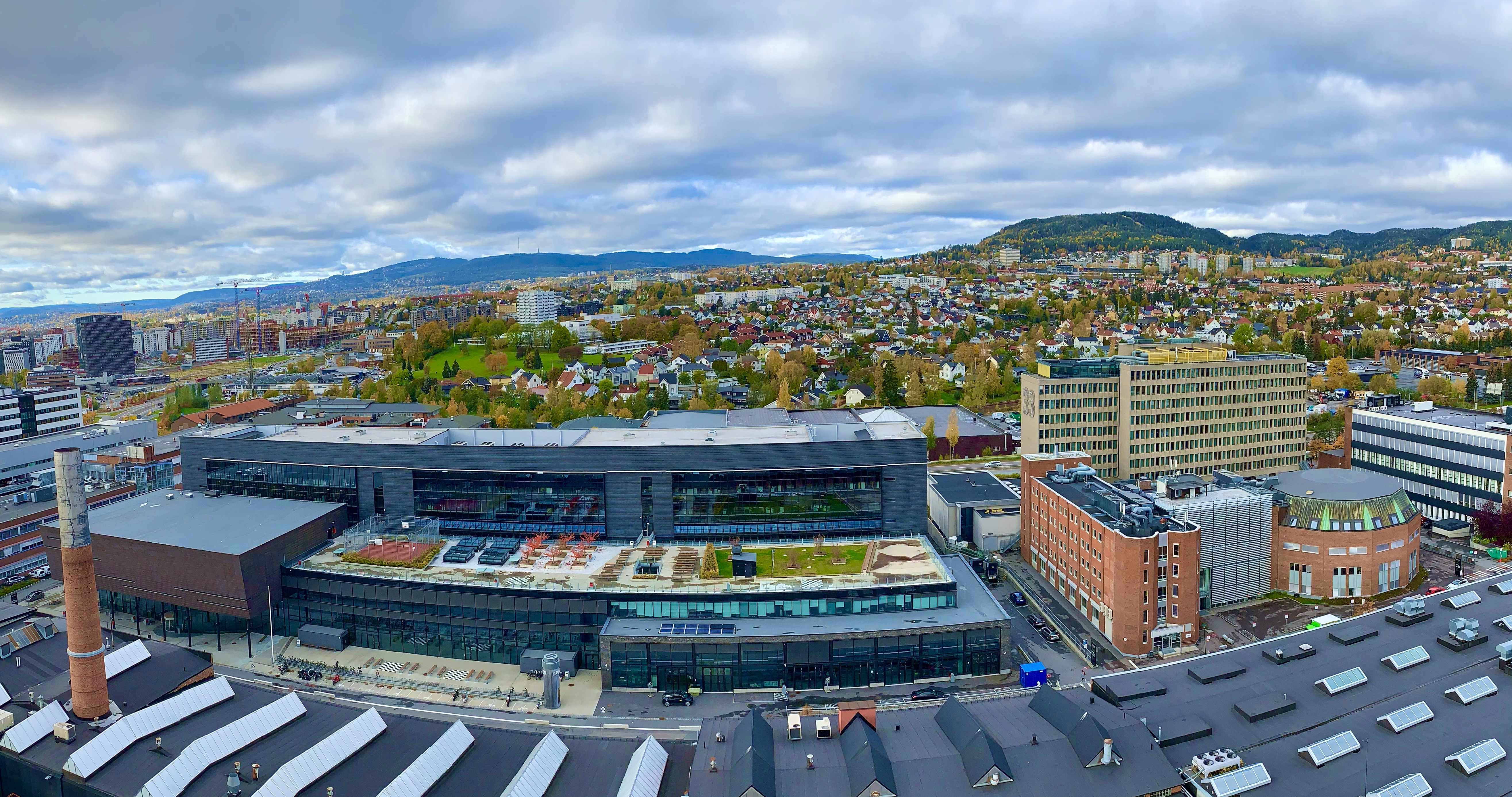
Kuben schule, 2019